# Liste des films de Doraemon
 (février 2023).
Si vous disposez d'ouvrages ou d'articles de référence ou si vous connaissez des sites web de qualité traitant du thème abordé ici, merci de compléter l'article en donnant les références utiles à sa vérifiabilité et en les liant à la section « Notes et références ».
Cet article est un complément de l'article Doraemon. Il présente la liste des films de Doraemon.

## Liste
| No | Titre français                                                  | Titre japonais                               | Titre japonais                                           | Date de 1re diffusion                         |
| No | Titre français                                                  | Kanji                                        | Rōmaji                                                   | Date de 1re diffusion                         |
| -- | --------------------------------------------------------------- | -------------------------------------------- | -------------------------------------------------------- | --------------------------------------------- |
| 1  | Nobita's Dinosaur                                               | のび太の恐竜                                 | Nobita No Kyoryu                                         | 15 mars 1980 (Japon)                          |
| 2  | The Records of Nobita, Spaceblazer                              | のび太の宇宙開拓史                           | Nobita no Uchū Kaitakushi                                | 14 mars 1981 (Japon)                          |
| 3  | Nobita and the Haunts of Evil                                   | のび太の大魔境                               | Nobita no Daimakyo                                       | 13 mars 1982 (Japon)                          |
| 4  | Nobita and the Castle of the Undersea Devil                     | のび太の海底鬼岩城                           | Nobita no Kaitei Kiganjō                                 | 12 mars 1983 (Japon)                          |
| 5  | Nobita's Great Adventure into the Underworld                    | のび太の魔界大冒険                           | Nobita no Makai Dai Bōken                                | 17 mars 1984 (Japon)                          |
| 6  | Nobita's Little Star Wars                                       | のび太の宇宙小戦争                           | Nobita no Ritoru Sutā Wōzu                               | 16 mars 1985 (Japon)                          |
| 7  | Nobita and the Steel Troops                                     | のび太と鉄人兵団                             | Nobita to Tetsujin Heidan                                | 15 mars 1986 (Japon)                          |
| 8  | Nobita and the Knights on Dinosaurs                             | のび太と竜の騎士                             | Nobita to Ryū no kishi                                   | 14 mars 1987 (Japon)                          |
| 9  | The Record of Nobita's Parallel Visit to the West               | のび太のパラレル西遊記                       | Nobita no Parareru saiyûki                               | 12 mars 1988 (Japon)                          |
| 10 | Nobita and the Birth of Japan                                   | のび太の日本誕生                             | Nobita no Nihon Tanjō                                    | 11 mars 1989 (Japon)                          |
| 11 | Nobita and the Animal Planet                                    | のび太とアニマル惑星                         | Nobita to Animaru Puranetto                              | 10 mars 1990 (Japon)                          |
| 12 | Nobita's Dorabian Nights                                        | のび太のドラビアンナイト                     | Nobita no Dorabian Naito                                 | 9 mars 1991 (Japon)                           |
| 13 | Nobita and the Kingdom of Clouds                                | のび太と雲の王国                             | Nobita to Kumo no ôkoku                                  | 7 mars 1992 (Japon)                           |
| 14 | Nobita and the Tin Labyrinth                                    | のび太とブリキの迷宮                         | Nobita to Buriki no Rabirinsu                            | 6 mars 1993 (Japon)                           |
| 15 | Nobita's Three Visionary Swordsmen                              | のび太と夢幻三剣士                           | Nobita to Mugen Sankenshi                                | 12 mars 1994 (Japon)                          |
| 16 | Nobita's Diary of the Creation of the World                     | のび太の創世日記                             | Nobita no Sousei nikki                                   | 4 mars 1995 (Japon)                           |
| 17 | Nobita and the Galaxy Super-express                             | のび太と銀河超特急                           | Nobita to Ginga Ekusupuresu                              | 2 mars 1996 (Japon)                           |
| 18 | Nobita and the Spiral City                                      | のび太のねじ巻き都市冒険記                   | Nobita no Neji maki Shitī Bôkenki                        | 8 mars 1997 (Japon)                           |
| 19 | Nobita's Great Adventure in the South Seas                      | のび太の南海大冒険                           | Nobita no Nankai Dai Bōken                               | 7 mars 1998 (Japon)                           |
| 20 | Nobita Drifts in the Universe                                   | のび太の宇宙漂流記                           | Nobita no Uchū Hyōryūki                                  | 6 mars 1999 (Japon)                           |
| 21 | Nobita's the Legend of the Sun King                             | のび太の太陽王伝説                           | Nobita no Taiyô'ô densetsu                               | 4 mars 2000 (Japon)                           |
| 22 | Nobita and the Winged Braves                                    | のび太と翼の勇者たち                         | Nobita to tsubasa no yûsha tachi                         | 10 mars 2001 (Japon)                          |
| 23 | Nobita in the Robot Kingdom                                     | のび太とロボット王国                         | Nobita to robotto kingudamu                              | 9 mars 2002 (Japon)                           |
| 24 | Nobita and the Windmasters                                      | のび太とふしぎ風使い                         | Nobita to fushigi kazetsukai                             | 8 mars 2003 (Japon)                           |
| 25 | Nobita in the Wan-Nyan Spacetime Odyssey                        | のび太のワンニャン時空伝                     | Nobita no Wan Nyan Jikūden                               | 7 mars 2004 (Japon)                           |
| 26 | Nobita's Dinosaur 2006                                          | のび太の恐竜2006                             | Nobita no Kyōryū Niimarumaruroku                         | 4 mars 2006 (Japon)                           |
| 27 | Nobita's New Great Adventure into the Underworld                | のび太の新魔界大冒険 〜7人の魔法使い〜       | Nobita no Shin Makai Daibōken ~Shichinin no Mahō Tsukai~ | 10 mars 2007 (Japon) 4 mai 2007 (France)      |
| 28 | Nobita and the Green Giant Legend                               | のび太と緑の巨人伝                           | Nobita to Midori no Kyojinden                            | 8 mars 2008 (Japon) 17 novembre 2008 (France) |
| 29 | Nobita's Spaceblazer                                            | 新・のび太の宇宙開拓史                       | Shin Nobita No Uchu Kaitakushi                           | 7 mars 2009 (Japon) 29 avril 2009 (France)    |
| 30 | Nobita's Great Battle of the Mermaid King                       | のび太の人魚大海戦                           | Doraemon Nobita no Ningyo Daikaisen                      | 6 mars 2010 (Japon) 17 avril 2010 (France)    |
| 31 | Nobita and the New Steel Troops—Winged Angels                   | 新・のび太と鉄人兵団 ～はばたけ 天使たち～   | Shin Nobita to Tetsujin Heidan ~Habatake Tenshi Tachi~   | 5 mars 2011 (Japon) 29 avril 2011 (France)    |
| 32 | Nobita and the Island of Miracles—Animal Adventure              | のび太と奇跡の島 ～アニマル アドベンチャー～ | Nobita to Kiseki no Shima 〜Animaru Adobenchā〜          | 3 mars 2012 (Japon) 7 juillet 2012 (France)   |
| 33 | Nobita Holmes in the Mysterious Museum of the Future            | のび太のひみつ道具博物館（ミュージアム）     | Nobita no Himitsu Dōgu Museum                            | 9 mars 2013 (Japon) 27 avril 2013 (France)    |
| 34 | New Nobita's Great Demon—Peko and the Exploration Party of Five | 新・のび太の大魔境〜ペコと5人の探検隊〜      | Shin Nobita no Daimakyo ~Peko to 5-nin no Tankentai~     | 8 mars 2014 (Japon) 25 mai 2014 (France)      |
| 35 | Doraemon: Nobita's Space Heroes                                 | のび太の宇宙英雄記（スペースヒーローズ）     | Nobita no Space Heroes                                   | 7 mars 2015 (Japon) 4 juillet 2015 (France)   |
| 36 | Doraemon: Nobita and the Birth of Japan 2016                    | ドラえもん 新・のび太の日本誕生              | Doraemon Shin・Nobita no Nippon Tanjō                    | 5 mars 2016 (Japon) 16 avril 2016 (France)    |
| 37 | Doraemon : Great Adventure in the Antarctic Kachi Kochi         | ドラえもん のび太の南極カチコチ大冒険        | Doraemon Nobita no Nankyoku kachikochi dai bōken         | 4 mars 2017 (Japon) 27 juillet 2017 (France)  |
| 38 | Doraemon: Nobita no Takarajima                                  | 映画ドラえもん のび太の宝島                  | Eiga Doraemon Nobita no Takarajima                       | 3 mars 2018 (Japon) 20 mai 2018 (France)      |
| 39 | Doraemon: Nobita no Getsumen Tansa-ki                           | 映画ドラえもん のび太の月面探査記            | Eiga Doraemon Nobita no Getsumen Tansa-ki                | 1er mars 2019 (Japon) 26 août 2019 (France)   |
| 40 | Doraemon: Nobita no Shin Kyōryū                                 | 映画ドラえもん のび太の新恐竜                | Eiga Doraemon: Nobita no Shin Kyōryū                     | 7 août 2020 (Japon) 12 juillet 2021 (France)  |
| 41 | Doraemon: Nobita no Ritoru Sutā Wōzu 2021                       | ドラえもん: のび太の 宇宙小戦争 2021         | Doraemon: Nobita no Ritoru Sutā Wōzu 2021                | 4 mars 2022 (Japon) 24 avril 2022 (France)    |
| 42 | Doraemon: Nobita to Sora no Utopia                              | 映画ドラえもん: のび太と 空の理想郷          | Eiga Doraemon: Nobita to Sora no Utopia                  | 3 mars 2023 (Japon) 6 avril 2023 (France)     |

## Films spéciaux
| No | Titre français    | Titre japonais           | Titre japonais         | Date de 1re diffusion    |
| No | Titre français    | Kanji                    | Rōmaji                 | Date de 1re diffusion    |
| -- | ----------------- | ------------------------ | ---------------------- | ------------------------ |
| 1  | Doraemon et moi   | STAND BY ME ドラえもん   | STAND BY ME Doraemon   | 8 août 2014 (Japon)      |
| 2  | Doraemon et moi 2 | STAND BY ME ドラえもん 2 | STAND BY ME Doraemon 2 | 20 novembre 2020 (Japon) |